# Fuchs-Zwergohreule
Die Fuchs-Zwergohreule, auch Gefleckte Zwergohreule oder Fuchseule (Otus spilocephalus) ist eine Eulenart aus der Gattung der Zwergohreulen. Sie ist in bergigen Gebieten  von Süd-, Südost- und Ostasien verbreitet.

## Beschreibung

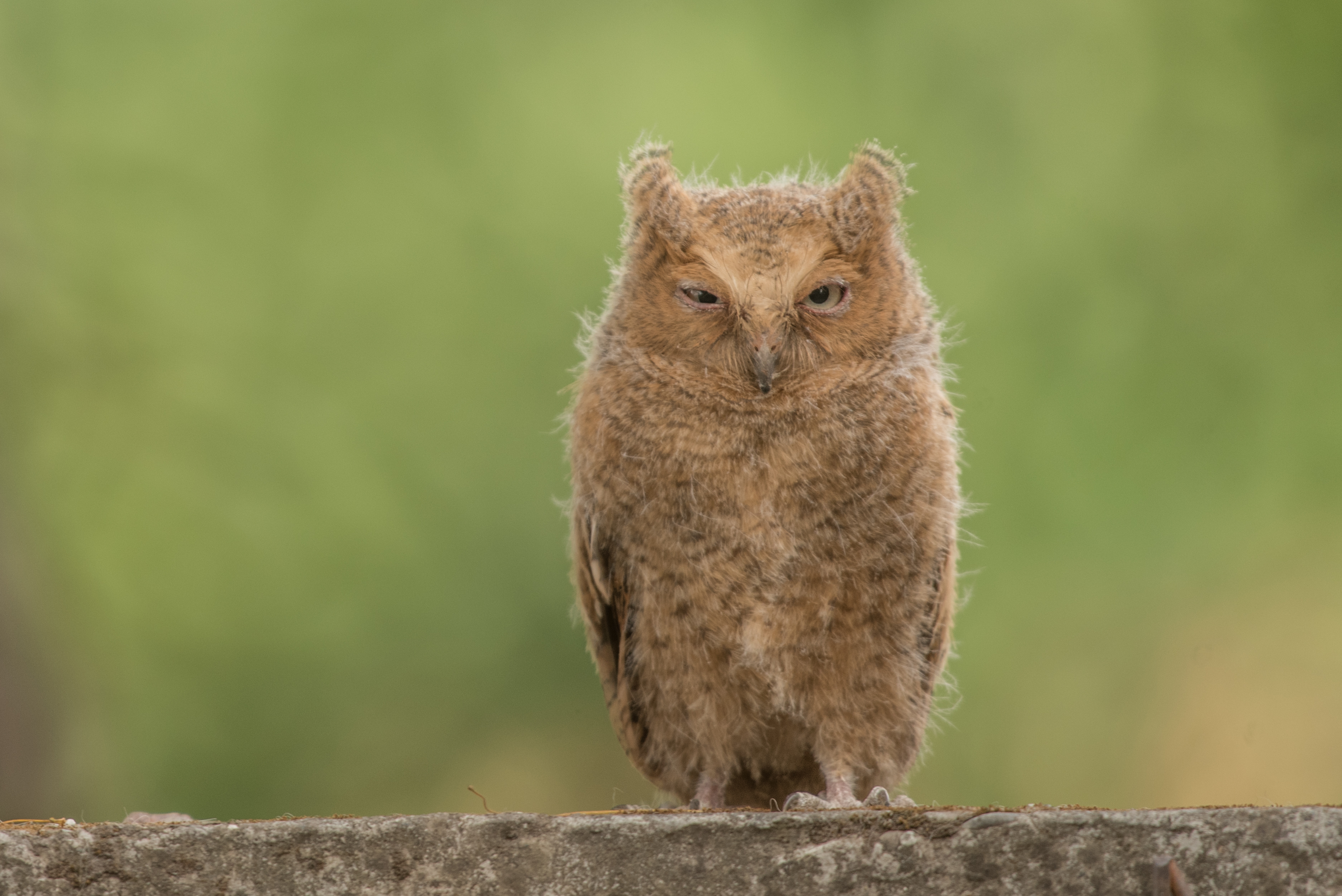
Juvenile Fuchs-Zwergohreule

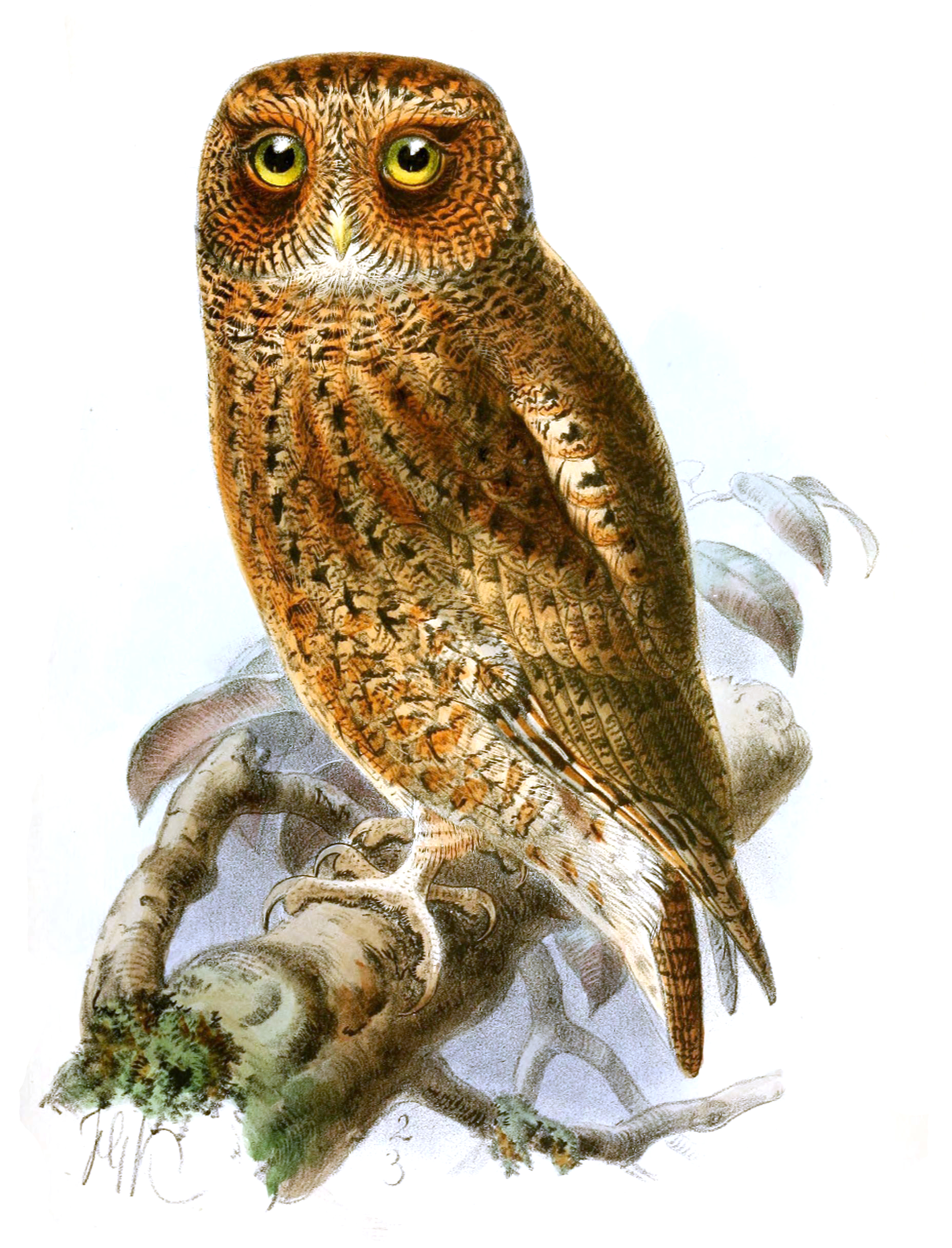
Fuchs-Zwergohreule ssp. luciae

Die sehr kleine Eule wird 17 bis 21 Zentimeter lang und hat ein Gewicht von 50 bis 112 Gramm. Von der Nominatform der polymorphen Art gibt es eine rotbraune und eine graubraune Morphe. Die Oberseite ist mit schwärzlichen Kritzeln gezeichnet. Die weißen Außenfahnen und breiten schwarzen Spitzen der inneren Schulterfedern bilden eine auffällige Federreihe. Die weißliche Unterseite ist rötlich braun gebändert mit kleinen, paarweise angeordneten schwarzen und weißen Punkten. Die Augen sind goldgelb oder grünlich gelb, der Schnabel hell hornfarben, weißlich oder wachsgelb, die Federohren kurz und unauffällig. Die Beinbefiederung reicht bis zum Ansatz der hell fleischfarbenen bis rosabraunen Zehen oder etwas darüber hinaus.

## Lebensweise
Sie bevorzugt feuchte Wälder in höheren Lagen um 1.200 Meter, zuweilen steigt sie in Lagen bis 3.000 Meter auf. Ihre Nahrung bilden Käfer, Nachtfalter und andere Insekten. Die Stimme der sehr ruffreudigen Eule ist ein hohes Pfeifen huu-huu, das mit einem Abstand von sechs bis zwölf Sekunden wiederholt wird.

## Verbreitung
Die Fuchseule hat ein weites Verbreitungsgebiet von den Vorbergen des Himalaya im Nordwesten bis zu den Großen Sundainseln im Südosten. Die Nominatform O. s. spilocephalus kommt von Nepal und Assam bis Myanmar vor. O. s. huttoni von Pakistan bis Nepal ist viel heller. Von Südost-China bis Laos lebt die kräftig rotbraune Unterart O. s. latouchi. In den Bergen von Taiwan kommt O. s. hambroecki ohne rote Morphe vor, von Thailand, Laos und Süd-Annam bis zur Malaiischen Halbinsel die dunkle Form O. s. siamensis. Die Berge der südlichen Malaiischen Halbinsel bewohnt O. s. vulpes mit dunkel rotbrauner Färbung. O. s. luciae auf Borneo ist dunkel und kräftig gezeichnet, O. s. vandewateri auf Sumatra ist sehr dunkelbraun.